# 梅格利諾湖
58°25′48″N 35°08′30″E / 58.43000°N 35.14167°E
梅格利諾湖（俄语：Меглино），是俄羅斯的湖泊，位於該國西部，由下諾夫哥羅德州負責管轄，面積24.2平方公里，海拔高度165.5米，平均水深7.5米，最大水深23米，集水區面積192平方公里。